# 箕匂神社
箕匂神社（みのわじんじゃ）は、静岡県賀茂郡松崎町峰輪（みねわ）にある神社。

## 概要
松崎町の北東、峰輪地区の北側山麓に鎮座している。
式内社である箕勾神社（みのわじんじゃ）に比定され、『伊豆国神階帳』にも「従四位上 みのわの明神」と記されている古社である。
大正14年（1925年）に村社に列する。

## 祭神
- 不詳